# Influencia del náhuatl en el español
La influencia náhuatl en el idioma español o castellano ha sido significativa, especialmente en el nivel léxico, debido al contacto prolongado de ambas  desde la conquista y colonización de America a partir del año 1492. A pesar de la llegada de los europeos, el náhuatl logró sobrevivir e influir la lengua española. El español, como otras lenguas romances, es el resultado de siglos de evolución a partir del latín hablado (denominado latín vulgar) desde el siglo III aproximadamente. Tras la caída del Imperio romano el latín vulgar de la Hispania romana se fue transformando y divergiendo de las otras variantes del latín que se hablaban en otras provincias del antiguo Imperio. Es por ello, que el léxico del castellano está constituido principalmente por latín y griego, con un 70 % y 10 % respectivamente, aunque en el lenguaje cotidiano, el 85 % del vocabulario tiene origen latino.
El náhuatl, por su parte, es una lengua americana hablada principalmente por los nahuas en México. Desde la expansión de la cultura tolteca a finales del siglo X, el náhuatl comenzó su difusión por encima de otras lenguas mesoamericanas hasta convertirse en una lengua franca en una gran área de la zona mesoamericana.
En el momento de la llegada de los colonos castellanos a América, el náhuatl era una de las lenguas predominantes por los mexicanos o culhuas, ezcocanos, tepanecas, xochimilcas, chalcas, huexotzincas, tlaxcaltecas, tlahuicas, cholultecas, chalmecas, olmecas y varias tribus de origen chichimeca.
Actualmente, el español de México y Centroamérica se caracteriza no solo por su copioso léxico de origen nahua, sino también por sus fonemas peculiares y por la entonación indígena. Pero la influencia del náhuatl se extiende más allá de México, puesto que se han recogido aztequismos en varios de los Estados Unidos como Nuevo México, Texas, Arizona y California.

## Influencia léxica
Determinados vocablos nahuas se popularizaron fácilmente en el español de México, ya que los sustantivos comunes de la lengua indígena pasaron de una manera sencilla, regular y uniforme. Algunos ejemplos son atole, pozole, otate, petate, tecomate, olote, tecolote, etc. Unas 4 000 palabras de origen náhuatl se utilizan en el español americano, principalmente en México.
La popularización de muchos términos nahuas se trasladó igualmente al refranero mexicano.
Palabras de uso muy común en español de origen nahua son: chocolate, cacao, tomate, aguacate, cacahuete, zopilote, ocelote.

## Influencia morfológica
La influencia morfológica es escasa, pero podemos mencionar al sufijo '–eco', al que se le atribuye influencia del náhuatl. Por ejemplo en la palabra 'yucateco'.

## Influencia fonológica
Por influencia del náhuatl el español de México y latinoamericano en general, pronuncia los dígrafos tz y tl como sonidos africados: un sonido africado alveolar sordo /t͡s/ y otro africado alveolar lateral sordo /t͡ɬ/, respectivamente. El primero de ellos solo aparece en términos nativos, el segundo se aplica ahora a palabras que no son préstamos como Atlántico o Nestlé. Nótese que Atlántico y Nestlé se pronuncian [a.'t͡ɬan.ti.ko] y [nes.'t͡ɬe] en México, mientras que en España se pronuncian [ad.'lan.ti.ko] y [nes.'le], respectivamente. Por otro lado, dado que la letra x representa los sonidos [ks], [gs], [s], [x] y [ʃ] en el español de México, puede haber varias pronunciaciones para la misma palabra. Por ejemplo, xenofobia se pronuncia como [seno'foβia], [ʃeno'foβia] o aun [xeno'foβia]. Esta última pronunciación ha quedado registrada en los discursos de varios diplomáticos y escritores mexicanos, tales como Adolfo López Mateos, Alfonso Reyes Ochoa y otros. De igual forma, xilocaína se pronuncia [xiloka'ina], y xilófono llega a ser pronunciada como [si'lofono] o [ʃi'lofono].